# لعربی حسنی
لعربی حسنی (انگلیسی: Larbi Hosni؛ زادهٔ ۱۱ فوریهٔ ۱۹۸۱) بازیکن فوتبال اهل الجزایر بود.
از باشگاه‌هایی که در آن بازی کرده‌است می‌توان به باشگاه فوتبال المپیک شلف، باشگاه فوتبال مولودیه الجزایر، و باشگاه فوتبال اتحاد الجزایر اشاره کرد.
وی همچنین در تیم ملی فوتبال الجزایر بازی کرده‌است.